# العثمانية (المخرم)
العثمانية قرية في ناحية قرى مركز المخرم التابعة لمنطقة المخرّم في محافظة حمص في سورية.